# عملية الأمم المتحدة لاستعادة الثقة في كرواتيا
فريق مراقبي الأمم المتحدة في أمريكا الوسطى (UNCRO) كانت إحدى بعثاث حفظ سلام التابعة للأمم المتحدة في كرواتيا. تم تأسيسها بموجب الفصل السابع من ميثاق الأمم المتحدة وتمت الموافقة عليها بموجب قرار مجلس الأمن الدولي رقم 981 في 31 مارس 1995. حصلت البعثة على الأفراد والبنية التحتية لقوة الحماية التابعة للأمم المتحدة. كانت قيادتها موجودة في زغرب. فيما تم نشر القوات في أربعة قطاعات هي الشمال والجنوب والشرق والغرب. ساهمت عشرون دولة مختلفة بقواتها في المهمة. بدأت البعثة بأكثر من 15000 جندي تم الاستيلاء عليهم من قوة الحماية التابعة للأمم المتحدة؛ ثم انخفض عدد الأفراد تدريجياً إلى حوالي 7000 بحلول نهاية المهمة في أوائل عام 1996.
كان الدبلوماسي الجنوب كوري بيونغ سوك مين هو الرئيس المدني للبعثة، بينما كان القادة العسكريون هم الجنرالات ريموند كراب وعيد كمال الروضان. ارتبطت البعثة مع قوة الحماية التابعة للأمم المتحدة، التي ظلت نشطة في البوسنة والهرسك، وبقوة الأمم المتحدة للانتشار الوقائي، التي تم نشرها في جمهورية مقدونيا. تم إنهاء المهمة في 15 يناير 1996 بموجب قرار مجلس الأمن الدولي رقم 1025 الصادر في 30 نوفمبر 1995. قتل ستة عشر من جنود الأمم المتحدة، بما في ذلك أربعة خلال عملية العاصفة في أغسطس 1995.
تم تكليف البعثة بدعم وقف إطلاق النار في مارس 1994 في حرب الاستقلال الكرواتية ودعم اتفاق التعاون الاقتصادي بين كرواتيا وجمهورية كرايينا الصربية المعلنة من جانب واحد ومراقبة المناطق بين الجيوش المتناحرة، ومراقبة شبه جزيرة بريفلاكا المنزوعة السلاح والتعهد بمهام الاتصال وإيصال المساعدات الإنسانية واحتلال 25 نقطة تفتيش على طول الحدود الدولية لكرواتيا بين الأراضي التي تسيطر عليها جمهورية صربسكا وجمهورية يوغوسلافيا الاتحادية والبوسنة والهرسك. تم انتقاد بعثة عملية الأمم المتحدة لاستعادة الثقة في كرواتيا تماما مثل بعثة قوة الحماية التابعة للأمم المتحدة بسبب افتقارها للقوات والموارد الكافية لتنفيذ المهمة، وقد ثبت أن الوفاء بتفويض البعثة شبه مستحيل.